# CSM Sibiu
CSM Sibiu was een Roemeense voetbalclub uit Sibiu. De club speelde van 1951 tot 1973 onafgebroken in de tweede klasse. 

## Geschiedenis
De precieze oprichtingsdatum van de club is niet meer bekend. Zoals vele clubs in Roemenië onderging ook deze club meerdere naamswijzigingen. De club speelde in 1951 voor het eerst in de tweede klasse en werd meteen vicekampioen achter Metalul Câmpia Turzii. Drie jaar later deden ze dit kunstje nog eens over achter Progresul Boekarest. Ook in 1955 werden ze tweede, nu achter Locomotiva GR Boekarest. In de overgangscompetitie van 1957, waarin slechts twaalf wedstrijden gespeeld werden werd de club groepswinnaar en werd later ook kampioen. Echter was deze competitie niet officieel en werd enkel gespeeld om de tijd te overbruggen tussen de competitie van 1956 en die van 1957/58. 
De volgende jaren schommelden de resultaten tussen de subtop en de middenmoot. In 1970 werden ze nog eens vicekampioen achter CFR Timișoara. In 1973 fuseerde de club met Locomotiva Sibiu en werd zo Șoimii Sibiu. 

## Naamswijzigingen
| Name             | Period    |
| ---------------- | --------- |
| Metalul Sibiu    | ????–1951 |
| Înainte Sibitu   | 1952      |
| Libertatea Sibiu | 1953      |
| Progresul Sibiu  | 1954-1958 |
| CSA Sibiu        | 1958–1959 |
| ASA Sibiu        | 1959-1960 |
| CSM Sibiu        | 1960-1973 |